# Dušnik
Dušnik (lat. trachea) cijev je unutarnjeg promjera od 20 do 25 mm i dužine 10 – 16 cm te je dio dišnog sustava. Proteže se (kod sisavaca) od grkljana do primarnih bronha (djelište dušnika - mjesto gdje se dušnik dijeli na dva glavna bronha). 
Dušnik čine 15-20 hrskavičnih prstenova oblika slova C koji učvršćuju prednju i bočne strane dušnika, a uložene su u fibroznoelastičnu membranu. Sa stražnje strane slobodne krajeve hrskavica spaja glatki mišić. Između dvaju prstenova dušnika nalazi se elastično vezivno tkivo, dio membrane koji se naziva ligamentum anulare, koji zbog svoje elastičnosti omogućuje produživanje dušnika za 3 - 4 cm.
Unutrašnjost cijevi prekrivena je sluznicom koju čine stanice višerednog cilindričnog trepetljikavog epitela. Ispod njih nalazi se sloj submukoze u kojemu su smještene mukozne žlijezde. 
Dušnik se nalazi ispred jednjaka, a epiglotis (u grkljanu) zatvara se kako prilikom gutanja hrana ne bi otišla u dušnik. Prstenovi dušnika su nepotpuni i kako bi omogućili djelomično zatvaranje dušnika prilikom prolaska hrane kroz jednjak.

## Uloga dušnika
Prstenovi omogućuju da je dišni put stalno otvoren. Treptljike i sluz dušnika zadržavaju sitna strana tijela i svojim stalnim gibanjem prema gore iznose strane tvari do glotisa, gdje se one progutaju ili iskašlju. Sluznica dušnika vlaži i grije udahnuti zrak. 

## Bolesti dušnika
Glavne skupine bolesti dušnika jesu:
- prirođene mane dušnika
- ozljede dušnika
- upale dušnika
- tumori dušnika

## Pretrage i zahvati na dušniku
Najpoznatiji zahvat na dušniku jest traheotomija, a traheobronhoskopijom možemo vidjeti stanje sluznice ili u terapiji odstraniti strano tijelo u dušniku: 
- Traheotomija - kirurško stvaranje otvora na prednjoj stijenci dušnika
- Traheobronhoskopija - pretraga kojom izravno promatramo sluznicu dušnika i bronha, pri čemu se koristimo traheobronhoskopom